# Шънджоу
Вижте пояснителната страница за други значения на Шънджоу.
Шънджоу („Вълшебна лодка“) (на китайски: 神舟) е космически кораб на КНР, който изведе първия китайски космонавт в орбита на 15 октомври 2003 г. Работата по неговото създаване започва през 1992 година под името „Проект921-1“. Първите четири непилотирани полета се извършват през 1999, 2001 и 2002 г. Последвани са от пилотиран полет на 12 октомври 2005. Ракета-носител е Чан Джън 2Ф, а самото изстрелване се осъществява от център за изстрелване на спътници Дзиуцюен.
През март 2005 година в чест на космическия кораб с това име е назован и астероид – 8256 Шънджоу.

## Изпълнени мисии
- Шънджоу 1 (20.11.1999 – 21.11.1999) (безпилотен)
- Шънджоу 2 (10 януари 2001 – 17 януари 2001) (безпилотен)
- Шънджоу 3 (25.03.2002 – 01.04.2002) (безпилотен)
- Шънджоу 4 (30.12.2002 – 5 януари 2003) (безпилотен)
- Шънджоу 5 (15.10.2003) – (пилотиран, екипаж Ян Ливей, (кит. 杨利伟)
- Шънджоу 6 (12.10.2005 – 16.10.2005) – (пилотиран, екипаж: Фей Цзюнлун (费俊龙), командир и Ние Хайшен (聂海胜), пилот
- Шънджоу 7 (25.09.2008 – 28.09.2008) – (пилотиран, екипаж: (Чжай Чжиган, Цзин Хайпън и Лю Бомин; Ч. Чиган извършва излизане в открития космос)
- Шънджоу 8 (31.10.2011 – 17.11.2011) Безпилотен. Скачва се два пъти с космическата станция Тиегун 1.
- Шънджоу 9 (16.06.2012 – ) – с тричленен екипаж. Трябва да се скачи с космическата станция Тиегун 1.

## Планирани мисии
- Шънджоу 10 (2012) – с тричленен екипаж. Трябва да се скачи с космическата станция Тиенгун 1.
- Шънджоу 11 (?) – с тричленен екипаж. Трябва да се скачи с космическата станция Тиенгун 2.